# Коліщатко Вартенберга

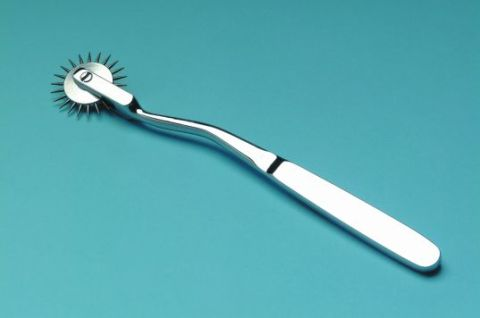

Коліщатко Вартенберга, також відоме як вертушка Вартенберга або нейроколесо Вартенберга, є медичним пристроєм для неврологічного використання. Колесо було розроблено для перевірки нервових реакцій (чутливості), коли воно систематично котилося по шкірі. Колесо Вартенберга зазвичай виготовляється з нержавіючої сталі з ручкою приблизно 18 сантиметрів за довжиною. Колесо, яке має рівномірно розташовані гострі штирі, що розходяться, обертається, коли його котять по шкірі. Доступна одноразова пластикова версія. З гігієнічних міркувань ці пристрої рідко використовуються в медичних цілях.
Роберта Вартенберга, тезку колеса Вартенберга, іноді неправильно називають його винахідником. За словами самого Вартенберга, пристрій був широко поширений у Європі, коли він жив у Німеччині. Хоча Роберт не винайшов його, він вважав коліщатко «незамінною частиною спорядження для повсякденної неврологічної практики» і рекомендував використання своїм колегам у США.
Колесо Вартенберга також використовується як чуттєва секс-іграшка і часто для того, щоб лоскотати людину (також називається «lee», скорочення від «ticklee») під час акту фетишистського лоскоту. Іноді його використовують в інших взаємодіях, якщо підключено до електричного пристрою.
Виготовлення візерунків одягу може використовувати версію колеса Вартенберга, яке називається «колесо стрибків», щоб перенести позначки з паперу на тканину. Колеса Pounce за формою нагадують стандартні колеса Wartenberg, але мають дерев'яні або пластикові ручки.